# Lijst van schouten van Vlierden
Schouten van de heerlijkheid Vlierden.
| periode    | naam schout                 |
| ---------- | --------------------------- |
| 1571, 1590 | Jan Bruijstens van der Heze |
| 1593, 1606 | Adriaan Rutger Swerts       |
| 1599, 1602 | Gabriel van Berchem         |
| 1612-1626  | Nicolaas de Louw            |
| 1626-1630  | Govard Brants               |
| 1633-1635  | Jan Ideleth                 |
| 1637-1638  | Otto de Visschere           |
| 1698-1733  | Pieter de Cort              |
| 1733-1745  | Gerard de Jong              |
| 1745-1791  | Pieter de Jong              |
| 1791-1803  | Anthoni van Poppel          |
| 1803       | Bernard Valkenburg          |
| 1804-1810  | Theodorus Jan Sengers       |